# Bisacodyl
Bisacodyl is een contactlaxans. Bisacodyl is een gemodificeerd trifenylmethaan. In 1953 werd het voor het eerst gebruikt als laxeermiddel, vanwege zijn overeenkomsten met fenolftaleïne.

## Werking
Contactlaxantia trekken vloeistof aan in de dikke darm en stimuleren de natuurlijke darmbeweging. Hierdoor wordt de ontlasting zachter en kunnen de darmen deze beter voortstuwen.

## Gebruiksduur
Er doen diverse fabels over laxeermiddelen de ronde, waarvan de bekendste de zogenaamde ‘luie darm’ bij langdurig gebruik. Het Nederlands Huisartsen Genootschap meldt in zijn richtlijnen duidelijk dat langdurig gebruik van laxeermiddelen niet leidt tot een luie darm.
Bisacodyl mag drie dagen gebruikt worden. Indien resultaat uitblijft, dient contact met een arts te worden opgenomen. De oorzaak van de obstipatie dient dan nader onderzocht te worden. Bij juist gebruik, volgens de bijsluiter, zijn de risico’s van bisacodyl minimaal.

## Producten
Bisacodyl is onder meer verkrijgbaar onder de merknaam Dulcolax (tabletten en zetpillen) en als huismerk van o.a. Kruidvat (tabletten).